# Aristolochia novoguineensis
Aristolochia novoguineensis är en piprankeväxtart som beskrevs av Oswald Schmidt. Aristolochia novoguineensis ingår i släktet piprankor, och familjen piprankeväxter. Inga underarter finns listade i Catalogue of Life.